# Szikra Mozgalom
A Szikra Mozgalom (röviden Szikra) egy magyarországi baloldali politikai mozgalom, amely 2020-ban jött létre, a korábbi Szabad Budapest Fórum néven tömörült aktivistacsoportból, akik a 2019-es helyhatósági választáson segítették az általuk választott zöld és baloldali jelöltek kampányát. Jelenleg bejegyzett egyesületként folytatják munkájukat, hogy érvényt szerezzenek egy határozottan baloldali politikának, amely a dolgozók érdekképviseletét, a természeti környezet megőrzését, és a demokratikus értékek megerősítését tartja szem előtt.
2022-ben sikerrel indították Jámbor Andrást az országgyűlési választásokon, Józsefváros és Ferencváros képviseletében.

## Története

### A 2019-es önkormányzati választások
2019-ben a fővárosban lakó vidéki és helyi fiatalokból alakult meg a Szabad Budapest csoport, amely négy jelölt kampányát támogatta. Ezek közé tartozott Karácsony Gergely, a Párbeszéd társelnöke, aki a főpolgármesteri címért indult, Pikó András volt újságíró és aktivista, a C8 Civilek Józsefvárosért egyesület VIII. kerület polgármesterjelöltje, továbbá Baranyi Krisztina mint IX. kerületi polgármesterjelölt, illetve Szücs Balázs református lelkész és VII. kerületi képviselőjelölt.
Ebben a pár hónapban az új szervezet leglátványosabb eseménye az önkormányzati választások előestéjén tartott "Búcsúbuli Tarlósnak” elnevezésű tüntetés volt, amikor is különböző feliratokkal a budapesti Városháza elé kivonulva készülődtek a választás napjára. Mind a négy induló megnyerte a választásokat.

### A megalakulás és az Airbnb-kampány
A 2019-es önkormányzati választáson elért sikerre alapozva 2020. október 14-én megalakult a mai Szikra Mozgalom, amely egy hosszú távú stratégiát képviselő szervezet.
A szervezet jó kapcsolatot ápol a kelet-közép európai régió hasonló irányú mozgalmaival mint a lengyel Lewica, a szlovén Levica és a horvát Možemo!.
2020 őszén a Szikra több más szervezettel (A Város Mindenkié, Utcáról Lakásba Egyesület, Táncsics Radikális Balpárt, Zöld Front) együtt aláírásgyűjtésbe kezdett az aHang oldalán, hogy ezzel is nyomást gyakoroljanak az önkormányzatokra és azok korlátozzák a lakások turisztikai célú bérbeadását. Rávilágítanak arra, hogy a lakbérszint az elmúlt években szélsőséges mértékben növekedett, és a városlakók széles rétegeinek vált megfizethetetlenné. A kampány ezzel azt szeretné elérni, hogy a jelenleg Airbnb-ként működő lakások a hosszú távú bérleti piac felé terelődjenek, ezáltal csökkenjenek az albérletárak és mérséklődjön a lakhatási válság. Álláspontjuk szerint "a lakhatás alapjog, nem árucikk”.

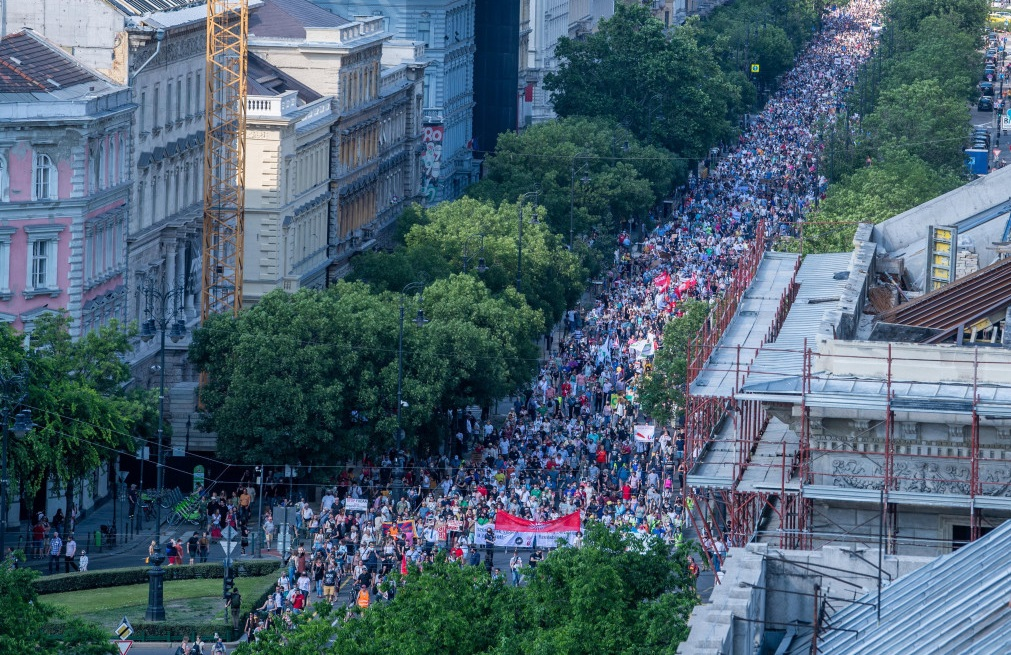
A Fudan elleni tüntetés madártávlatból

### A Fudan-tüntetés

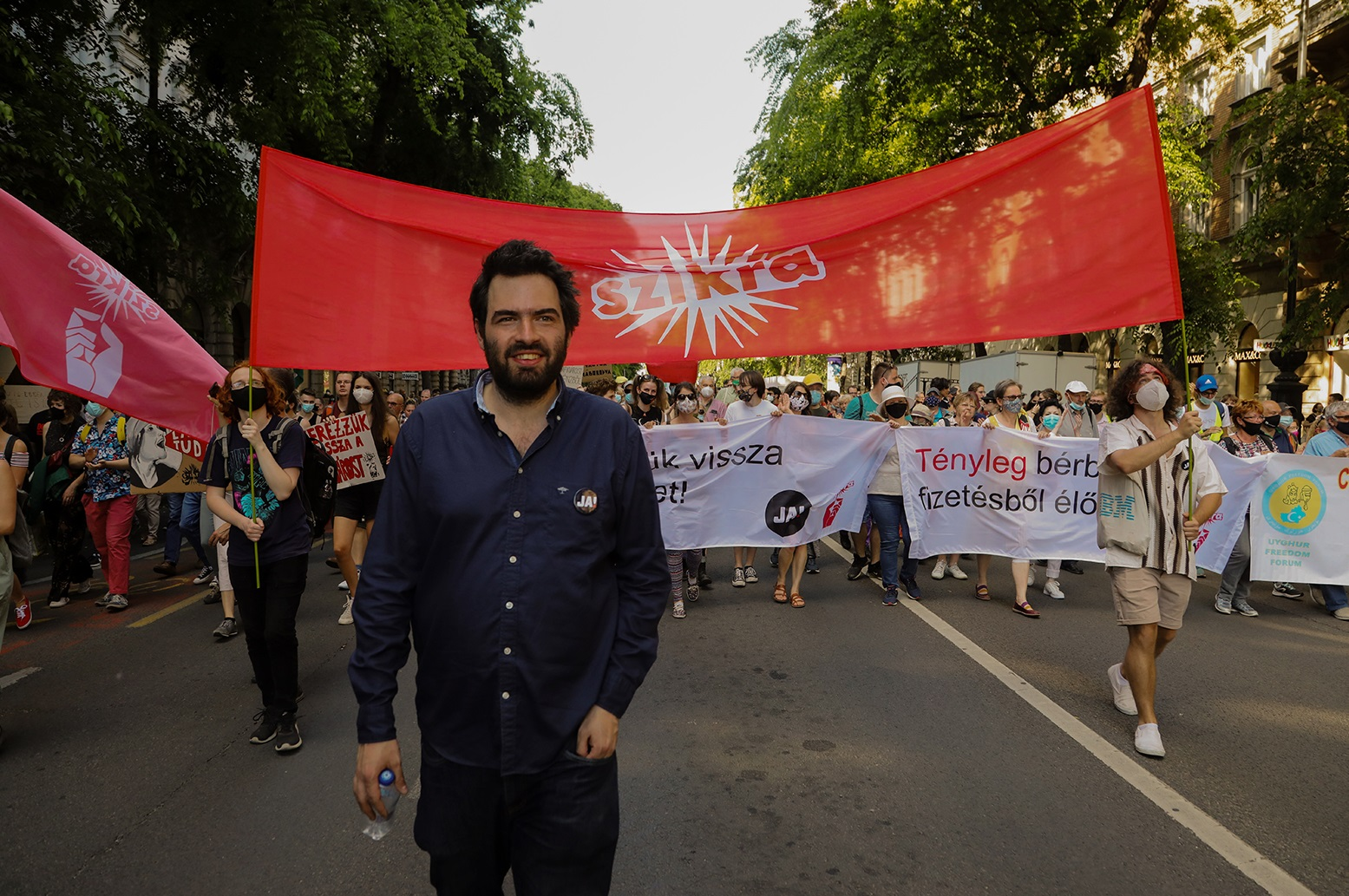
A Fudan elleni tüntetés

2021 májusában a Szikra Mozgalom már készült leendő jelöltjük, Jámbor András választási kampányára. Mivel a a Fudan Egyetem és a Diákváros ügye közvetlenül érintette Jámbor kerületét, ezért egy tüntetést szerveztek a Diákváros melletti és Fudan elleni tüntetést lesz, mely egyben meghatározta Jámbor későbbi kampányát is, annak nyitányának tekinthető.
A gyülekezési jogot a Fidesz-KDNP a koronavírus-világjárvány kitörése óta folyamatosan korlátozta. Ekkor egy május 21-i kormányrendelet értelmében 500 fő felett védettségi igazolvánnyal rendelkezőknek bármilyen szabadtéri rendezvény, így a tüntetés is engedélyezve volt, 500 fő alatt azonban az igazolvány sem szükségeltetett. Az elől haladó nagyobb tömeg mögött kijátszva ezt a Szikra húsz, egyenként maximum 500 fős tömegeseményt jelentett be, így biztonságos távolságban egymástól, bárki részt vehetett az alkalmon a megfelelő csoportban. Végül egy nagy tömeggel, és négy kicsi, 500 fő alatti, védettségi igazolvánnyal nem rendelkezőkből álló csoporttal történt meg az esemény.
Az eseményre 2020 június 5-én került sor, így ez volt az első nagy tüntetés a COVID-járvány kezdete óta. A demonstráció a Hősök terétől az Andrássy úton át a Széchényi István, majd a Kossuth térig tartott és több mint 10 ezren vettek rajta részt. A Parlament előtt beszédet mondott a Szikra Mozgalom Józsefvárosban és Ferencvárosban induló előválasztási képviselőjelöltje, Jámbor András, illetve Karácsony Gergely főpolgármester, Baranyi Krisztina polgármester, valamint felszólaltak a Hallgatói Szakszervezet és lakhatási szervezetek képviselői.

### Az előválasztás
2020-ban hat magyar ellenzéki párt megállapodott, hogy a következő évben közös előválasztást szerveznek a 2022-es országgyűlési választásokra készülve. 2021 márciusában a Szikra Mozgalom bejelentette, hogy jelöltet indít a Budapest 6-os számú választókerületében, Jámbor András egykori újságírót, a Mérce alapítóját és főszerkesztőjét. Az előválasztás elején az MSZP és a Párbeszéd állt be Jámbor András mögé, később az LMP politikusai is segítették kampányát.
A választókerület többi jelöltje a DK-s Manhalter Dániel, a C8-as és a Momentum által támogatott Csordás Anett, illetve a jobbikos Demeter Márta volt. A négyfős mezőnyben a 3626 szavazattal, azaz a voksok 41,6%-ával a szikrás Jámbor András fölényesen győzött.

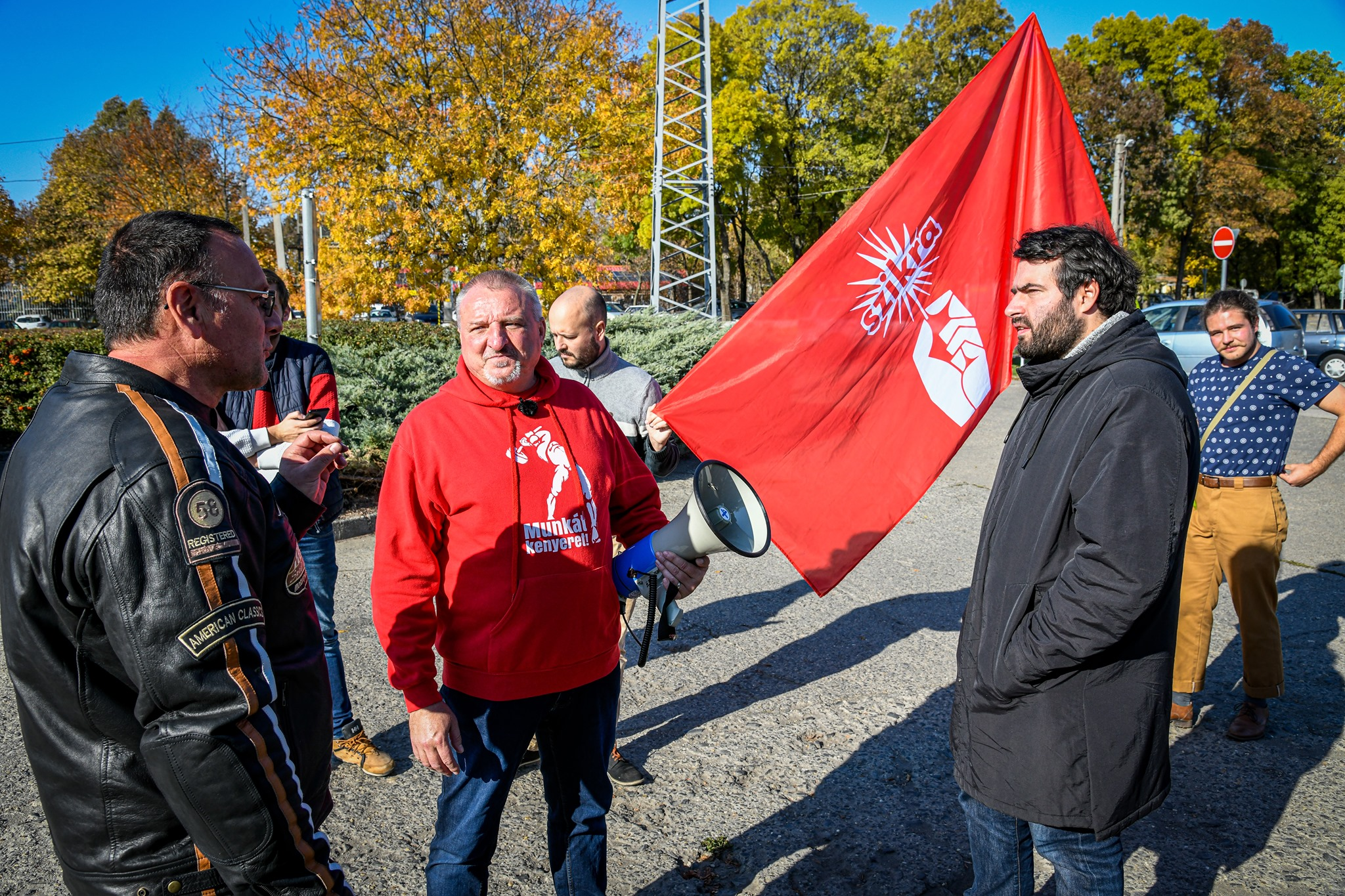
A Szikra a Continental gyárnál

### Politikai kiállások és a 2022-es választás
2021 októberében sztrájk kezdődött a makói Continental gyárban. Támogatásukat kifejezve a Szikra tagjai és Jámbor András elutaztak a céghez, elítélték, hogy a kormány jogfosztottá tette a dolgozókat, nem lép fel a szakszervezetek ellehetetlenítése és a munkakörülmények semmibevétele ellen. Jámbor elmondása szerint az elmúlt években több példa is volt arra, hogy a kormánnyal stratégiai partnerségben lévő cég visszaél a munkavállalói jogokkal. A kormány teletömi őket pénzzel, de a dolgozói jogok betartását, a normális fizetéseket és munkakörülményeket nem kéri számon. A Szikra által készített molinókon az állt, hogy "Ha Magyarországra jössz, be kell tartanod a törvényeket".
2022 februárjában a Szikra kiállt a tanármegmozdulások mellett, beleértve az alkalmi tüntetéseket és a vadsztrájkokat is. Kifogásolták, hogy a kormány a járványvészhelyzetre hivatkozva ellehetetleníti a pedagógusok sztrájkhoz való jogát, támogatták a szakszervezeteket, akik a kormány rendelete miatt Alkotmánybírósághoz fordultak. A Szikra a pedagógusok sztrájkalapját 200 000 forinttal támogatta, valamint tagjai több tanártüntetés és diáktüntetés megszervezésében részt vettek.
2022 április 3-án az országgyűlési választásokon a szikrás Jámbor András a szavazatok 48%-ával megnyerte a budapesti 6. számú választókerületet a fideszes Sára Botonddal, Dúró Dórával, a Mi Hazánk elnökhelyettesével és Döme Zsuzsannával, a Magyar Kétfarkú Kutya Párt társelnökével szemben.

## Szervezeti felépítés

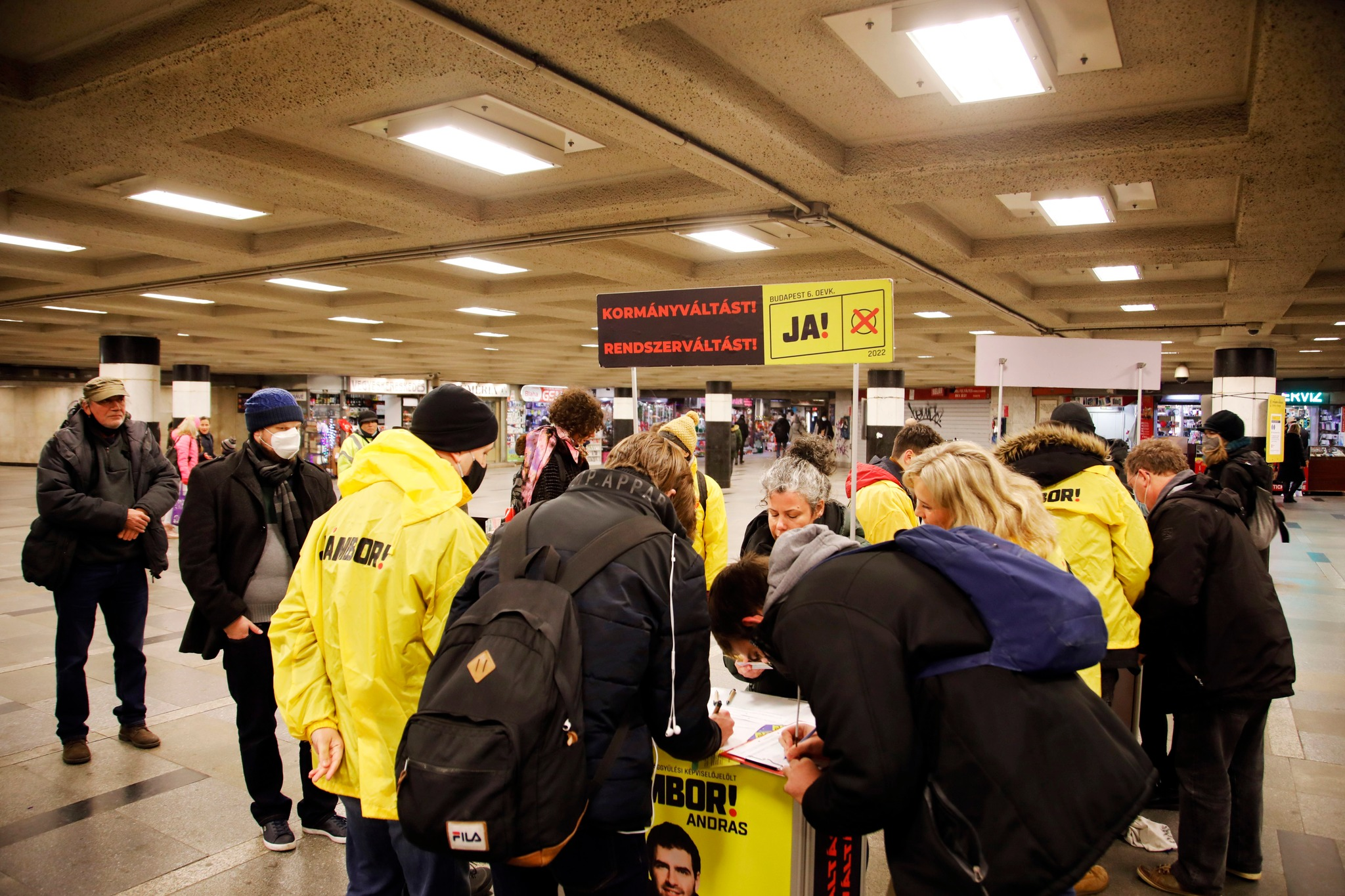
A Szikra aláírásokat gyűjt

A Szikra egy formális és hierarchikus struktúrában működő demokratikus szervezet. A mozgalom inspiráló példaként tekint az angol Jeremy Corbyn, valamint az amerikai Bernie Sanders kampányára, a görög Sziriza és a spanyol Podemos tevékenységére.

### Jelenlegi társelnökök

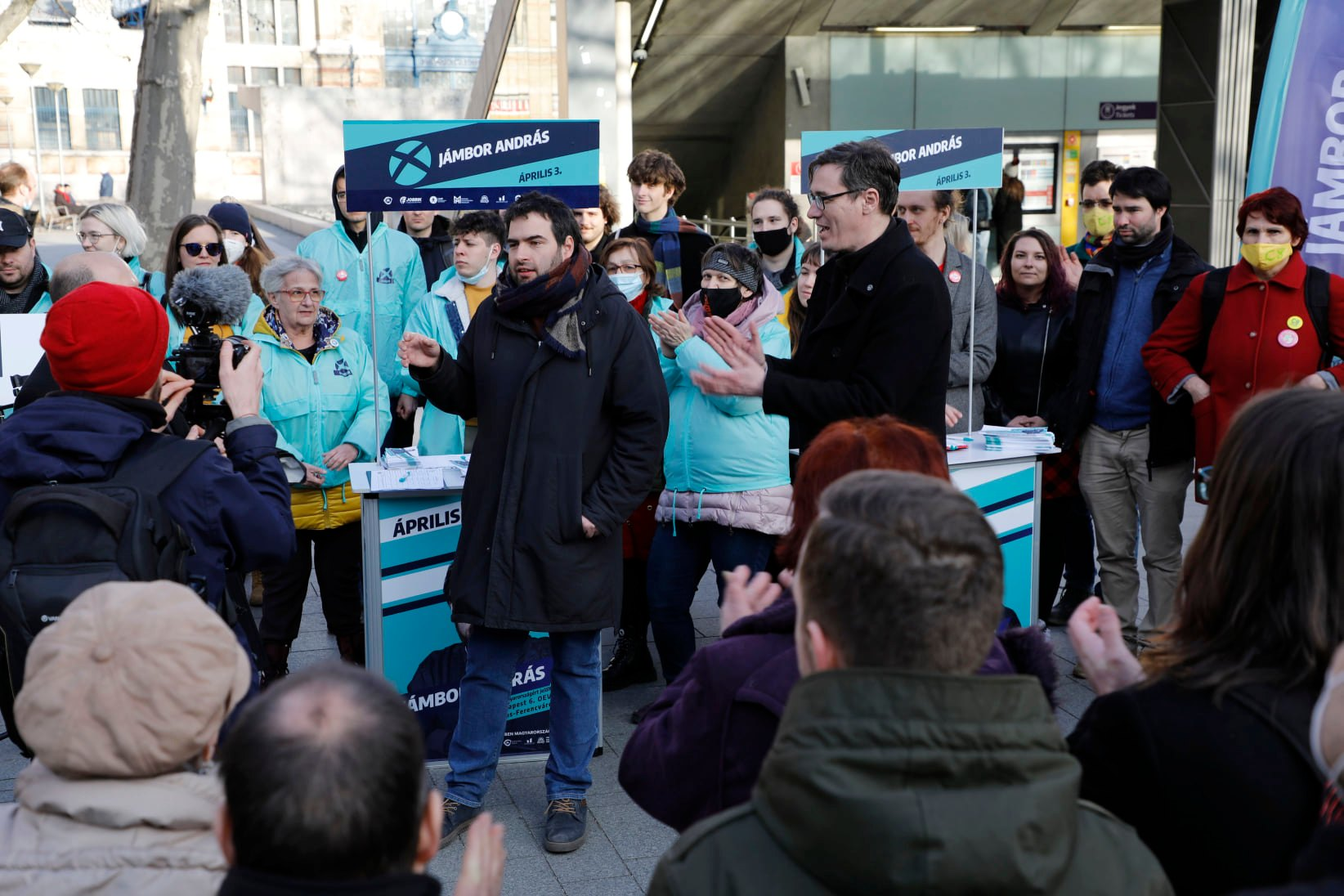
Jámbor András és a Szikra Karácsony Gergellyel együtt kampányol 2022 februárjában a Rákóczi téren

| Elnökségi tagok | Hivatal kezdete | Hivatal vége |
| --------------- | --------------- | ------------ |
| Jámbor András   | 2024            | hivatalban   |
| Makádi Balázs   | 2024            | hivatalban   |
| Roskó Mira      | 2024            | hivatalban   |
| Sudár Orsolya   | 2024            | hivatalban   |
| Szűcs Krisztián | 2024            | hivatalban   |

### A Szikra és Jámbor András kampányának ismert támogatói
- Éber Márk Áron, szociológus, az Új Egyenlőség szerkesztőbizottságának tagja[27]
- Ferge Zsuzsa, szociológus, a Magyar Tudományos Akadémia rendes tagja[28]
- Setét Jenő, roma polgárjogi aktivista[28]
- Csepella Olivér, zenész[29]
- Fehér Renátó, költő[30]
- Karácsony Gergely, politikus, Budapest főpolgármestere[16]
- Vida Kamilla, költő[31]

## Választási eredmények

### Ellenzéki előválasztás
| Választások        | Szavazatok száma | Szavazatok aránya | Eredmény |
| ------------------ | ---------------- | ----------------- | -------- |
| Budapest 06. OEVK. | 3626             | 41,6%             | győzelem |

### Országgyűlésiválasztások
| Választások              | Szavazatok száma | Szavazatok aránya | Parlamenti jelenlét |
| ------------------------ | ---------------- | ----------------- | ------------------- |
| 2022, Budapest 06. OEVK. | 21 462           | 48,31%            | ellenzékben         |

## Külső hivatkozások
- A Szikra Mozgalom honlapja
- Szikra Mozgalom a Facebookon
- Szikra Mozgalom az Instagramon
- Szikra Mozgalom a Twitteren
- Szikra Mozgalom a TikTokon
- A Szikra Mozgalom podcastje
- Jámbor András honlapja
- Jámbor András a Facebookon